# U-77号潜艇 (1916年)
陛下之77号潜艇是德意志帝国海军建造的UE-I型潜艇或称U艇的七号艇。它由汉堡的伏尔铿船厂承建，于1916年1月9日下水，至同年3月10日交付使用。U-77号是在第一次世界大战期间服役的329艘德国潜艇之一，曾参加过大西洋潜艇战。在其仅有的两次巡逻中，并未击沉任何船只。1916年7月7日，U-77号在苏格兰金奈尔德角执行布雷任务时失踪，艇内33名官兵全数下落不明。

## 设计
U-77号是德意志帝国海军潜艇局（U-Boot-Inspektion）于1914年底开发的UE级布雷潜艇（UE-I型）的七号艇，这是官方设计的第45号方案，计划具有更长的续航里程以及较短的工期。
U-77号为单壳体远洋潜艇，配有鞍形水柜。其全长为56.80米；舷宽5.90米，当中的耐压壳体宽为5米；有4.86米的吃水深度。其水上排水量为755吨，水下为832吨。艇只搭载有可在水上使用的两台奔驰六缸四冲程（S6 Ln型）柴油发动机，总功率为900匹公制馬力（662千瓦特）；以及可在水下使用的西门子-舒克特双电动发电机，总功率同样为900匹公制馬力（662千瓦特）。与其他远洋潜艇相比，它的机动性能较弱。这些发动机用以驱动双轴、每根轴各一个直径为1.41米的螺旋桨，从而使艇只在水上的最高速度达9.9節（18.3每小時），在水下的最高航速则为7.9節（14.6每小時）。艇只可以7節（13每小時）的速度在水上巡航7,880海里（14,590），或以4節（7.4每小時）的速度在水下巡航83海里（154）。它的潜航深度为50米。
U-77号的主要任务是布雷，舱内最多可搭载38枚水雷，它们是通过艇艉的两条弹射井道向后布设。因此，这不是一款用于发动鱼雷攻击的潜艇。然而，U-77号仍在左舷艏部和右舷艉部分别装备了一具鱼雷发射管用于自卫，并可携带合共4枚鱼雷。两具管道都位于耐压壳体外侧，因此只有在潜艇浮出水面时才能进行操纵和装填。此外，该艇在司令塔后方的艉部甲板上还装备有一门88毫米30倍径速射炮用于水面作战。其标准船员编制为4名军官及28名水兵。

## 历史
U-77号是由德意志帝国海军作为E项战时订单（Kriegsauftrag E）于1915年3月9日向汉堡的伏尔铿船厂订购，建造编号为59。艇只于1916年1月9日下水，至同年3月10日在首任暨唯一一任艇长、海军上尉埃里希·京策尔的指挥下正式交付使用。自1916年6月起，U-77号被编入北海的第一潜艇区舰队服役，并一直隶属于该部队至意外失踪。
第一次世界大战期间，U-77号仅完成过一次布雷巡逻。在此过程中，没有击沉或击伤任何船只。1916年7月5日，U-77号从黑尔戈兰岛启航，前往苏格兰东岸展开第二次巡逻。它在弗雷泽堡附近的金奈尔德角周边布设了雷区，但于1916年7月7日被发现并清除。自那以后，该艇便连同艇内33名官兵失去了踪迹。有研究认为，U-77号可能是触雷沉没，或是因机件故障或人为错误而导致的海损。此前人们曾误认为该艇在邓巴以南沉没，但当地的残骸其后获确认为U-74号。

## 脚注
1. ↑  Helgason, Guðmundur. . German and Austrian U-boats of World War I - Kaiserliche Marine - Uboat.net.   [2015-01-18].
2. 1 2 3  Gröner 1991，第10–11頁.
3. 1 2  Helgason, Guðmundur. . German and Austrian U-boats of World War I - Kaiserliche Marine - Uboat.net.   [2015-01-18].
4. ↑  Helgason, Guðmundur. . German and Austrian U-boats of World War I - Kaiserliche Marine - Uboat.net.   [2010-01-24].
5. ↑  Herzog，第48頁.
6. ↑  Herzog，第136頁.
7. ↑  Herzog，第123頁.
8. ↑  Herzog，第90頁.
9. ↑  Kemp，第19頁.
10. ↑  .   [2021-11-05]. 原始内容存档于2012-11-04.